# Cable Inglés

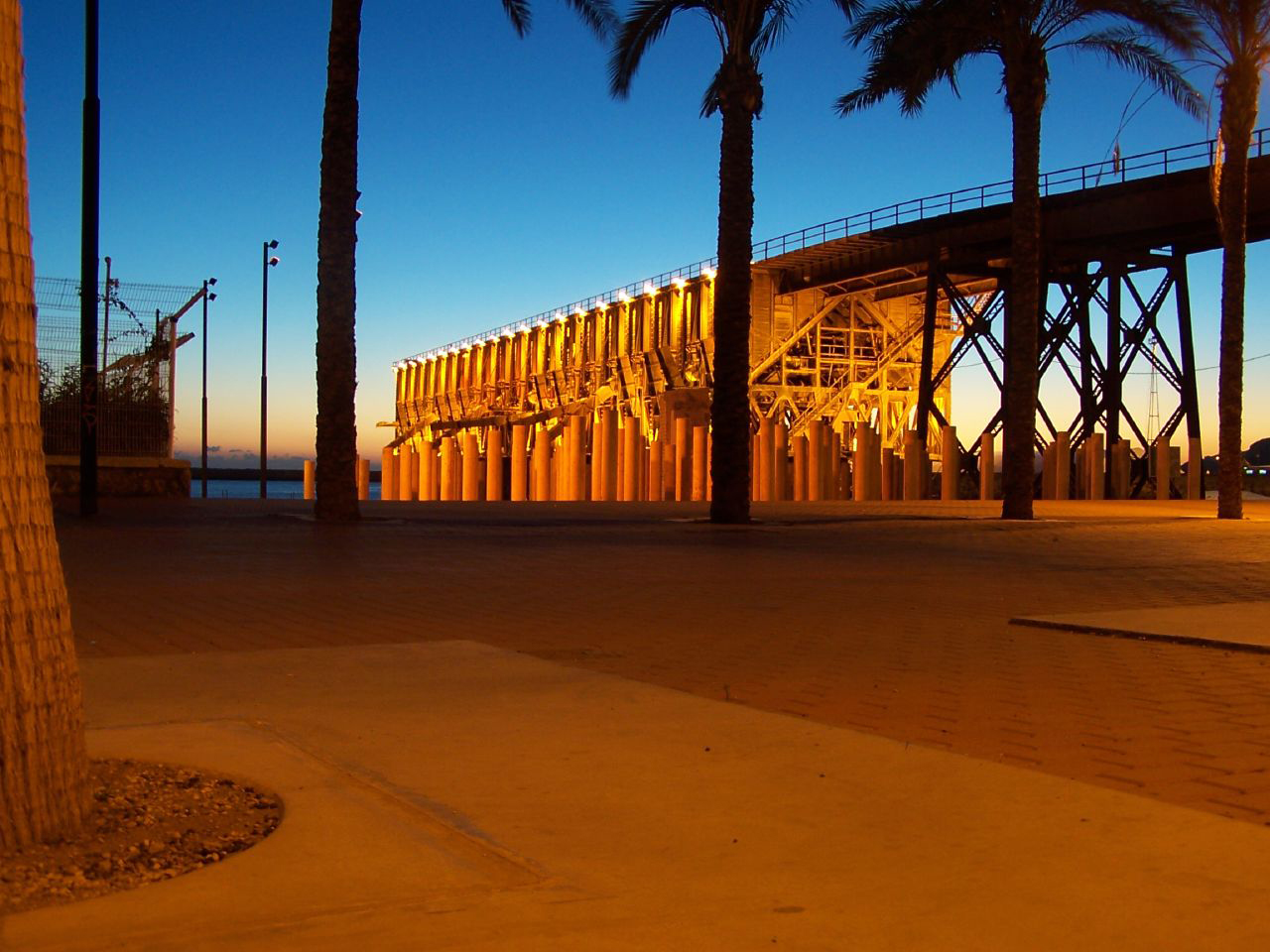
Imagen del Cable Inglés iluminado.

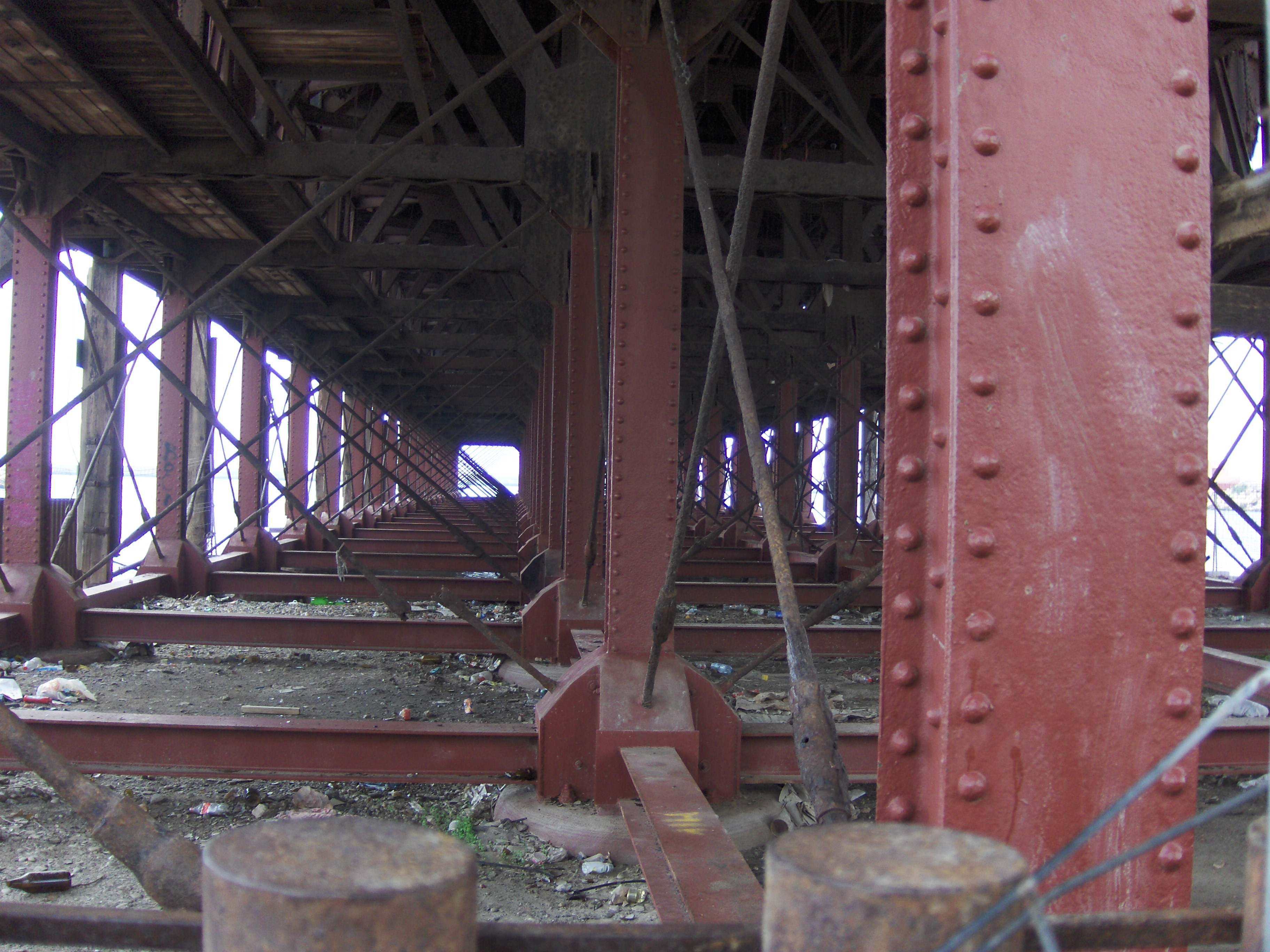
Parte inferior del cargadero.

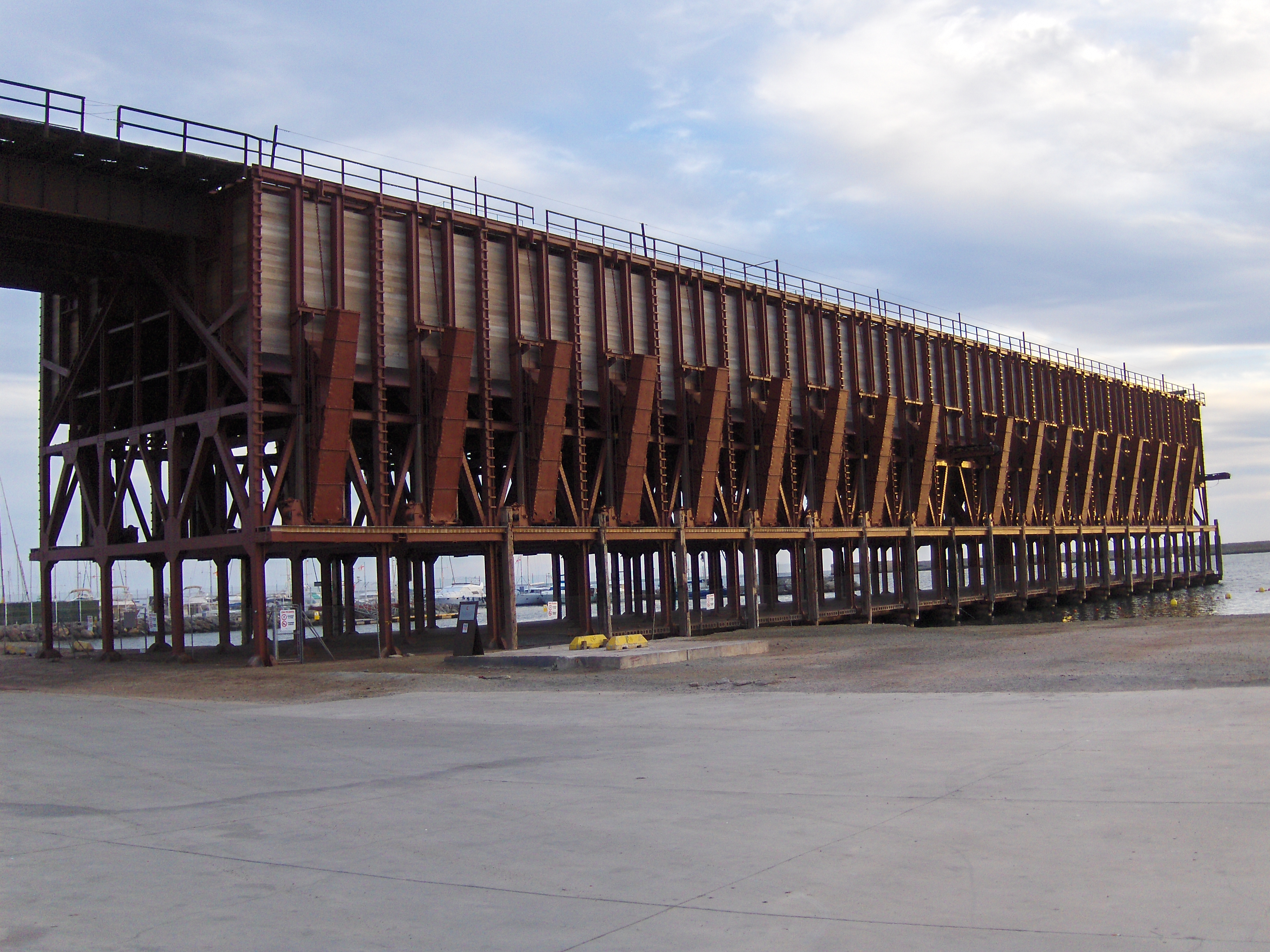
El Cable Inglés tras su restauración

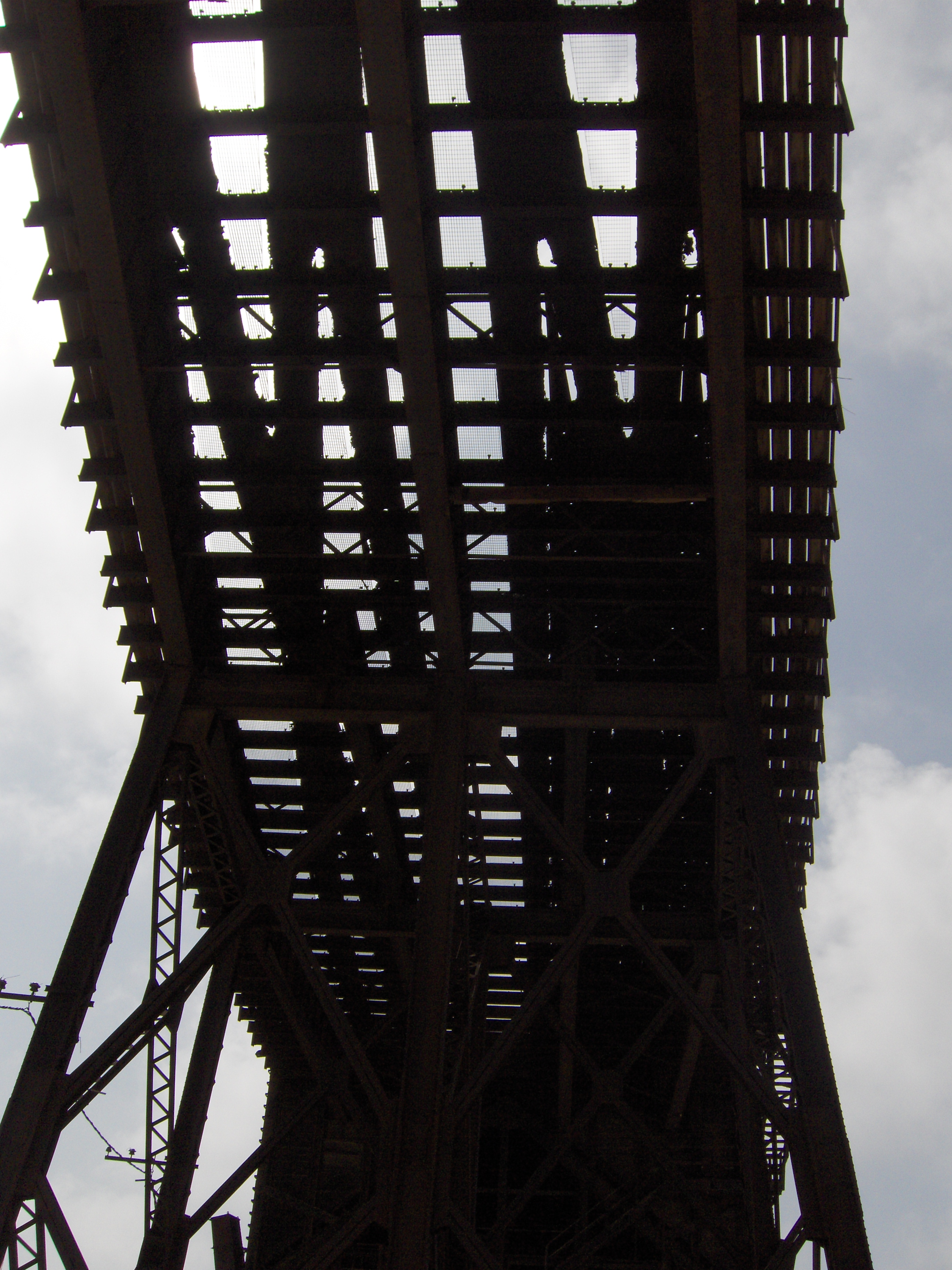
Vista inferior de las vías.

El Cable Inglés, también conocido como muelle El Alquife, es un cargadero de mineral situado en Almería, España, que estuvo en uso de 1904 a 1970. Fue construido por la sociedad The Alquife Mines and Railway Company Limited para el transporte de mineral de hierro desde las minas de Alquife, uniendo la estación con el puerto. En 1998 fue declarado Bien de Interés Cultural por ser ejemplo de la arquitectura del hierro de Andalucía y por su interés etnográfico. Abrió al público en abril de 2023.

## Propiedad
Actualmente, la parte saliente de la infraestructura pertenece a la Autoridad Portuaria de Almería, la cual delega las competencias a la Junta de Andalucía. No obstante, la parte sobrante del inmueble pertenece al Ayuntamiento de Almería. 

## Historia

### Antecedentes
La explotación minera fue el sector económico de mayor dinamismo en España de fines de siglo XIX, facilitada por la Ley de Minas de 1868, que facilitaba las concesiones mineras y daba mayor seguridad a los concesionarios. La producción de acero inglés y en menor medida alemán supuso el auge de la minería del hierro en España. La totalidad de la producción se exportaba y las concesiones eran de capital extranjero, como fue el caso de la Bacares Iron Ore Mines Ltd. (Bacares) o la The Alquife Mines and Railway Co. Ltd. (Minas de Alquife) o Rio Tinto Co. Ltd. (Minas de Riotinto) de capital inglés. Para la salida del mineral de hierro llegado a la ciudad por la estación ferroviaria, se usaban carros tirados por mulos hasta los muelles del puerto de Almería, donde posteriormente era cargado en gabarras de forma manual con espuertas. Por este motivo, la exportación de mineral desde la ciudad debía buscar una manera de hacer el proceso más rápido y eficiente, abaratando los costes del transporte y posibilitando el aumento de la producción.
Hacia el año 1900 se presentaron proyectos para ampliar el puerto hacia poniente, en concreto con la construcción de un cargadero en las inmediaciones del faro de San Telmo, además de diferentes depósitos, pero por motivos desconocidos, no se llevaron a cabo.

### Construcción
En 1899 entró en funcionamiento la línea de ferrocarril Linares-Almería. De 1900 data la solicitud para la construcción del Cargadero de Mineral, Cable Inglés o Alquife Whraf por la sociedad de capital inglés y sede en Glasgow, concesionaria de las minas de Alquife, The Alquife Mines and Railways Co. Ltd.. En 1903 el cónsul inglés en Almería Algar E. Carleton emitió un informe sobre el proyecto para construir el gran cargadero de mineral por la firma Alexander Finlay Co. de Motherwell (Escocia). El 27 de abril de 1904, con motivo de la visita a Almería del rey Alfonso XIII, se inaugura el cargadero de mineral. Asimismo, el rey recorrió el último tramo del ferrocarril Moreda-Granada.
La construcción del cargadero tuvo como propósito la reducción del tiempo de carga del mineral, pasando de 8 o 10 días de duración de la operación de carga para un buque de 8.000 toneladas a solamente 10 horas.
Los primeros proyectos proponían un cargadero hecho de madera y de unas dimensiones reducidas. Pero por distintos motivos finalmente se llevó a cabo el proyecto del ingeniero John Ernst Harrison y tramitación administrativa de Andrés Monche y Ríos. El cargadero se construyó como un gran muelle metálico de agua profunda al que accedían los vagones cargados de mineral de hierro, procedentes de la Estación de Almería situada a unos 900 metros del cargadero. Una vez en lo alto, por acción de la gravedad, descargaban su contenido en unos depósitos en el interior de la estructura. Una vez allí, y de nuevo por gravedad, se cargaba el mineral a los barcos atracados al costado del cargadero a través de unos conductos metálicos retraíbles. Para su construcción, se emplearon un total de 3824 toneladas de acero, procedente de las fundiciones escocesas de Motherwell; también se usaron 8000 m² de madera para revestimientos, 1152 m³ de hormigón y un total de 1056 metros de vías férreas de ancho ibérico.
A partir de entonces, los almerienses se dividieron según su opinión al respecto. Unos pensaban que era una construcción necesaria y positiva y otros la relacionaban con la contaminación metálica y la veían como un obstáculo para el crecimiento urbanístico.

### Declive y cese de actividad
En 1916, la compañía minera escocesa Bairds Minings Co. Ltd., propietaria también de concesiones mineras en el coto de las minas de Alquife, construyó un cargadero de mineral más moderno 500 metros al sureste, conocido como Cable Francés o Alquife Whraf n°2. A partir de 1920 se inició un conflicto entre la empresa del ferrocarril Compañía de los Caminos de Hierros del Sur de España y la minera Alquife Mines que casi paralizó su actividad. En 1929 Compañía Andaluza de Minas (CAM) compra las concesiones de Bairds Minings y se hace cargo del tráfico ferroviario del coto minero de Alquife.
Tras la guerra civil española, la nacionalización y autarquía suponen el traspaso de las instalaciones a la bilbaína Agrupación Minera s.a. (Agruminsa), filial de los Altos Hornos de Vizcaya, el 16 de noviembre de 1953. En los años 60 CAM comenzó a emplear un sistema de extracción a cielo abierto que superó ampliamente a las explotaciones de Alquife Mines. El uso del Cable Inglés fue decayendo por falta de rentabilidad hasta que dejó de prestar servicio en septiembre de 1970, acaparando a partir de ese momento toda la actividad de carga de mineral el Cable Francés. 
El 17 de diciembre de 1984 la Dirección General de Bellas Artes de la Consejería de Cultura propuso la Declaración de Monumento Histórico Artístico del Cable Inglés, levantando acalorados debates entre los ciudadanos debido a un importante porcentaje de la población que abogaba por su derribo, y que culminó con la declaración de Bien de Interés Cultural en 1998. Posteriormente, y para preservar el singular patrimonio industrial de España en este caso ligado al transporte marítimo de mineral de finales del siglo XIX y principios del siglo XX, también obtuvieron el mismo grado de protección el Embarcadero del Hornillo (2009) o el Muelle de Mineral de Ríotinto (2003).

### Rehabilitación y puesta en valor
En diciembre de 2010 se inició la restauración del cargadero. La primera fase de restauración del monumento supuso el saneamiento y refuerzo del cargadero, así como la adecuación del entorno, con un presupuesto de 2,8 millones de euros.
En 2020 se inició una segunda fase promovida por la Autoridad Portuaria de Almería para la puesta en valor del cargadero con iluminación ornamental y acceso peatonal elevado por el parque de la Estación. Este nuevo mirador al Mediterráneo se inauguró el 4 de abril de 2023 y su acceso es gratuito.Las obras fueron proyectadas por los arquitectos José Ángel Ferrer, Miguel San Millán y Ramón de Torres. Así, el Cable Inglés se ha convertido en el segundo espacio cultural más visitado de la provincia, alcanzando medias de 600 visitantes diarios, solamente por detrás de la alcazaba de Almería.

## Descripción
El muelle o cargadero de «El Alquife» es una obra de ingeniería, concebida para utilizarla como medio de transporte, almacenaje y embarque del mineral procedentes de las minas de hierro de Alquife (provincia de Granada) por vía marítima. 
Esta estructura, diseñada como un muelle de agua profunda, permitía el arranque de buques de gran tonelaje, un sistema de almacenaje mineral, que al encontrarse a gran altura, posibilita la descarga por la acción de la gravedad. 
La estructura del cargadero consta de dos partes diferenciadas: el sistema de acceso y el muelle embarcadero. 
- El sistema de acceso es un viaducto en el que se alternan tramos de estructura metálica realizados con perfiles de acero formando una estructura de celosía perfectamente arriostrada, y tramos de obras de fábrica, formando arcadas de gran luz que descargan sobre fuertes pilas de mampostería revestidas, con la particularidad de recorrer con sillares alternantes almohadillados las cuatro aristas de las pilas.

- Al muelle embarcadero corresponde la mayor densidad estructural, ya que es la parte que debía soportar las cargas del mineral. Este se compone de varios planos; el más bajo constituye la cimentación que aflora del agua en grandes macizos de apoyo, sobre el que arranca el primer cuerpo visible de la estructura, con perfiles metálicos en contacto con el agua, y que sustenta los grandes soportes roblonados que sostienen el resto de la estructura y los arriostramientos que dan estabilidad al conjunto. La plataforma intermedia estaba destinada a un depósito para unas 10 000 toneladas de mineral. El tramo final lo constituye un soporte directo del tablero por donde se desplazaba el ferrocarril. Cuenta con una longitud total de 108 metros y se alza 18,6 metros sobre el nivel del mar.[5]